# Gawriił Dobrżynski
Gawriił Walerianowicz Dobrżynski (ros. Гавриил Валерианович Добржинский) (ur. 25 marca?/6 kwietnia 1883 w ujezdzie wolskim, gubernia saratowska, Imperium Rosyjskie, zm. 8 marca 1946 w Moskwie) – radziecki poeta, pisarz i dramaturg.

## Życiorys
Gawriił Dobrżynski urodził się w ujezdzie wolskim, jako syn Waleriana Dobrzyńskiego, polskiego właściciela ziemskiego, zesłanego w głąb Rosji po powstaniu styczniowym. Ojciec Gabriela zmarł w styczniu 1883 roku, przed narodzinami syna. 
Przyszły pisarz od najmłodszych lat obcował z literaturą za sprawą matki - absolwentki Instytutu Smolnego, pochodzącej z rodziny Arsieniewów, bliskich krewnych Michaiła Lermontowa. W wieku 14 lat ukończył szkołę miejską i opuścił dom rodzinny. Rozpoczął nauczanie w wioskach rosyjskich i czuwaskich. W 1899 roku został po raz pierwszy aresztowany za czytanie zabronionej literatury chłopom i objęty zakazem pracy w szkole. W 1900 roku zdał egzamin dojrzałości, a rok później zadebiutował w periodykach jako poeta i publicysta. W 1902 roku wstąpił na wydział medyczny Uniwersytetu Moskiewskiego. 
Brał czynny udział w rewolucji 1905 roku. W bitwie na barykadach w moskiewskiej dzielnicy Priesnia w grudniu tego roku został raniony w głowę, w wyniku czego całkowicie utracił wzrok. W ramach represji zesłany do ujezdu pinieskiego w guberni archangielskiej. W 1907 roku zwolniony, otrzymał przy tym zakaz zamieszkania w Moskwie i Petersburgu. Osiadł w Astrachaniu, gdzie trudnił się tkaniem sieci i koszy. Od 1911 roku mieszkał w Saratowie, gdzie opublikował wiele swoich dzieł w tamtejszych gazetach i periodykach.
Po rewolucji październikowej, Dobrżynski brał udział w wojnie domowej po stronie bolszewików, służył na froncie polskim w departamencie politycznym 1. i 4 Armii oraz drugiej armii robotniczej. W latach 1920–1921 pracował w Państwowym Komitecie ds. Zdrowia przy Ludowym Komisariacie Ochrony Zdrowia Rosyjskiej FSRR, w latach 1922–1925 brał udział w pracach przygotowawczych do utworzenia Ogólnozwiązkowego Stowarzyszenia Niewidomych. W latach 1923–1927 opublikował wiele utworów poetyckich poświęconych promocji zdrowia i nowego stylu życia. W późniejszych latach Dobrżynski skupił się na prozie historycznej. Pochowany w kolumbarium na Cmentarzu Nowodziewiczym w Moskwie.
Żona pisarza, Sara Filipowna Einberg była jego sekretarzem przez wiele lat. Po śmierci Dobrżynskiego została opiekunką jego archiwum, a po jej śmierci w 1963 roku spuścizna pisarza przeszła pod zarząd Centralnego Państwowego Archiwum Literatury i Sztuki.